# Robert Żmuda-Trzebiatowski
Robert Żmuda-Trzebiatowski (ur. 1976 w Miastku) – kaszubski poeta. 
Ukończył hungarystykę na Uniwersytecie Warszawskim. Jego pierwsze próby poetyckie trafiały na lokalne konkursy poetyckie, gdzie zdobyły kilka nagród, drukowane były m.in. w Pomeranii i Nordzie. Pierwszy zbiór poezji pt. Òdłómczi został wydany w 1997. 
Głównym tematem wierszy Roberta Żmudy-Trzebiatowskiego jest miłość do ziemi ojczystej i mowy kaszubskiej, w wielu z nich pojawiają się wątki religijne. Poeta uważa, że poezja jest wszędzie w życiu każdego człowieka. Swoimi wierszami chce tylko pomóc ją dostrzegać. Postanowił sobie, żeby tomik "Òdłómczi" był wydany bardzo skromnie, bez numerów stron i spisu treści. Jak mówi „Przecież to nieważne, gdzie kto zacznie czytać, może to być w każdym miejscu książeczki”.